# 石羽
石羽（1914年—2008年2月25日），原名孙坚白，天津人，中国话剧演员，抗日战争年代重庆“中国电影制片厂”演员，曾演过《小城之春》。中华人民共和国成立后，在北京中国青年艺术剧院，继续从事话剧工作。第四、五、六届全国政协委员。
抗战时期，曾在重庆中国万岁剧团演出。曾同话剧演员陶金、白杨、江村等参与演出《屈原》、《国家至上》、《日出》、《棠棣之花》等抗日救国话剧。曾参演《放下你的鞭子》、《疯了的母亲》等街头活报剧。